# Wendell B. Harris Jr.
Wendell B. Harris Jr. (nascut el 5 de març de 1954), és un cineasta i actor nord-americà format a Juilliard i Interlochen.

## Carrera
És conegut com l'escriptor, director i actor principal de Chameleon Street, que va guanyar el Gran Premi Dramàtic del Jurat al Festival de Cinema de Sundance de 1990.
Harris i Prismatic Images van produir una sèrie de ràdio titulada Black Biography, que mostrava icones negres de les esferes de l'art, la història i la política. Va aparèixer com a actor a les pel·lícules Out of Sight (1998) i Road Trip (2000). Harris està actualment en postproducció del proper documental Arbiter Roswell, un projecte de 14 anys que narra la relació entre l'opinió pública, els mitjans de comunicació i el complex militar-industrial.

## Filmografia
| Any  | Títol            | Paper                  | Notes                                   |
| ---- | ---------------- | ---------------------- | --------------------------------------- |
| 1986 | Colette Vignette |                        | Director                                |
| 1989 | Chameleon Street | William Douglas Street | No acreditat També director i guionista |
| 1998 | Out of Sight     | Daniel Burdon          |                                         |
| 2000 | Road Trip        | Professor Anderson     |                                         |

## Premis i nominacions
| Any  | Premi                          | Categoria                     | Obra nominada    | Resultat  |
| ---- | ------------------------------ | ----------------------------- | ---------------- | --------- |
| 1990 | Festival de Cinema de Sundance | Gran Premi Dramàtic del Jurat | Chameleon Street | Guanyador |
| 1992 | Premis Independent Spirit      | Millor primera pel·lícula     | Chameleon Street | Nominat   |